# Kostel svatého Bartoloměje (Bylany)
Kostel svatého Bartoloměje je sakrální stavba, která stojí v Bylanech v okresu Kolín ve Středočeském kraji. Je chráněn jako kulturní památka České republiky.

## Historie kostela
Jedná se původně o gotickou stavbu založenou okolo roku 1300, v pramenech byl poprvé uváděn v roce 1364. Upraven byl v roce 1714, Do dnešní pozdně barokní podoby byl radikálně přestavěn v letech 1769–1770.